# Aeonium percarneum
Aeonium percarneum är en fetbladsväxtart som först beskrevs av Johan Andreas Murray, och fick sitt nu gällande namn av J. Pitard och L. Proust. Aeonium percarneum ingår i släktet Aeonium och familjen fetbladsväxter. Inga underarter finns listade i Catalogue of Life.

## Bildgalleri

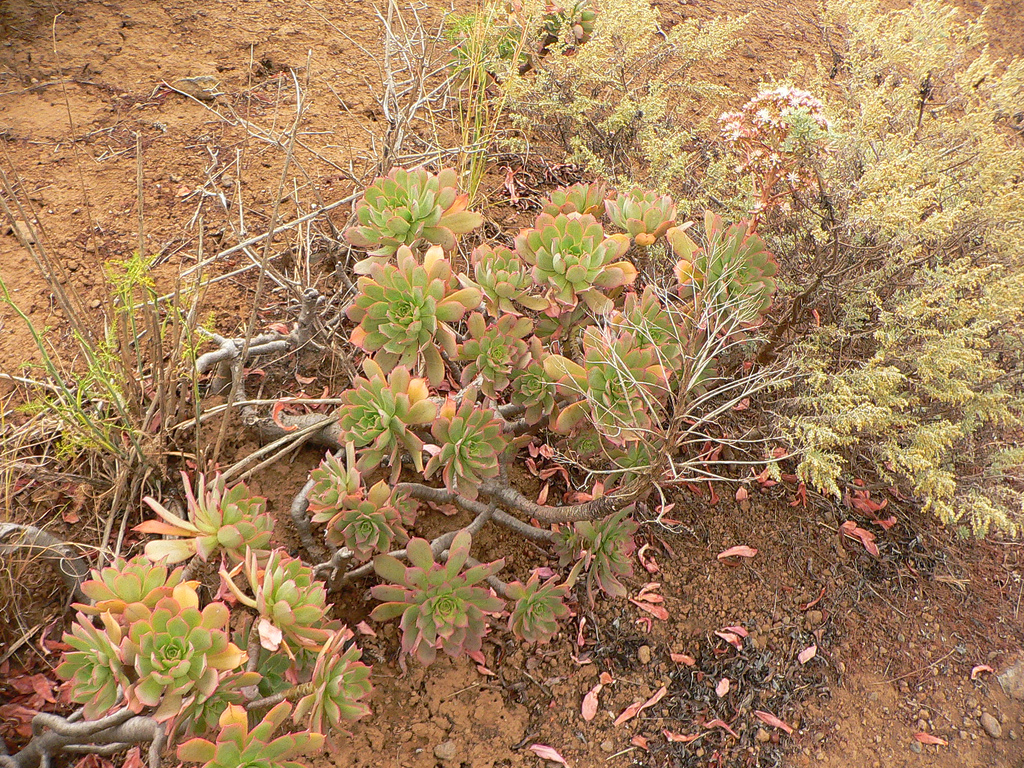
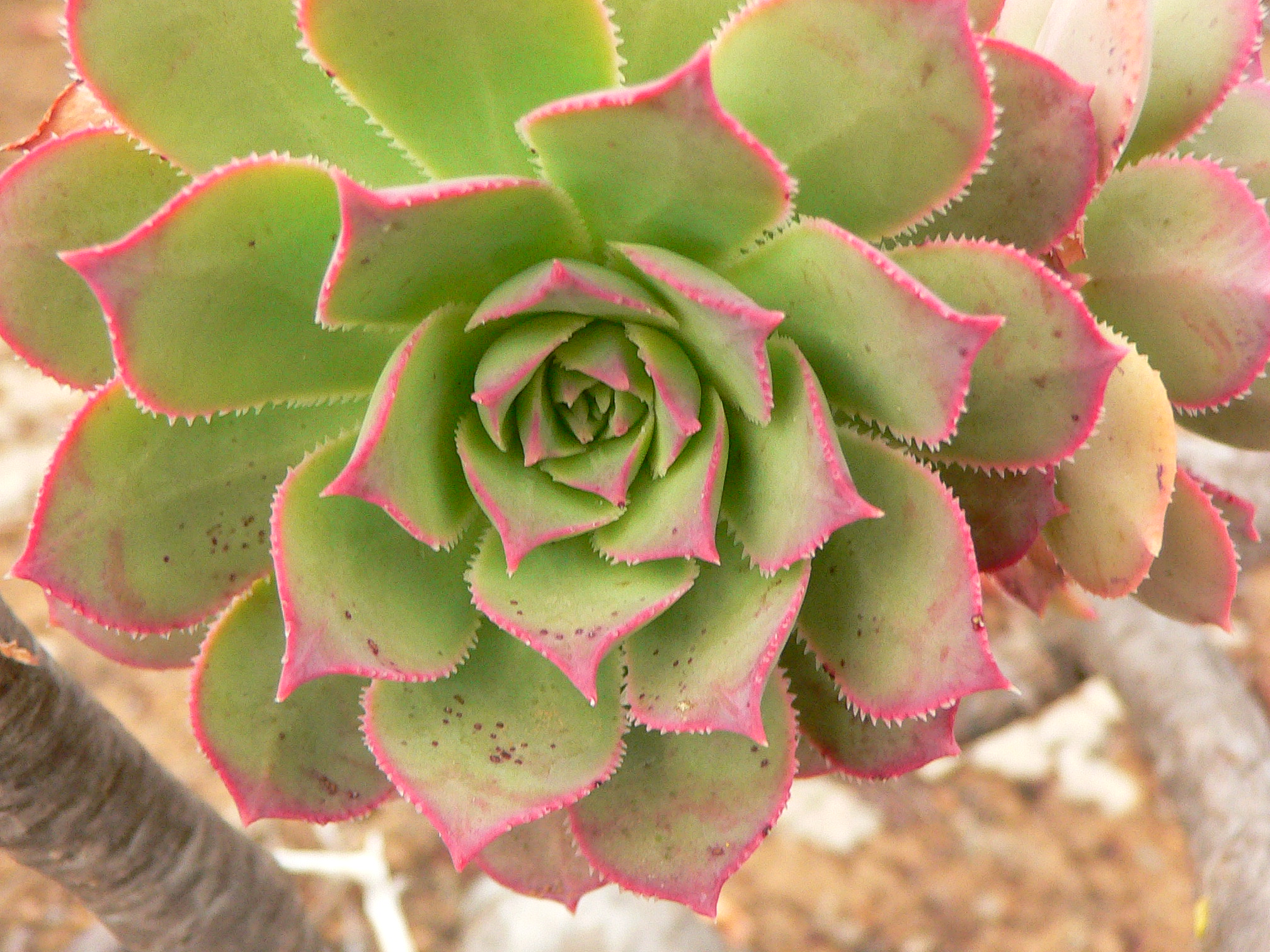
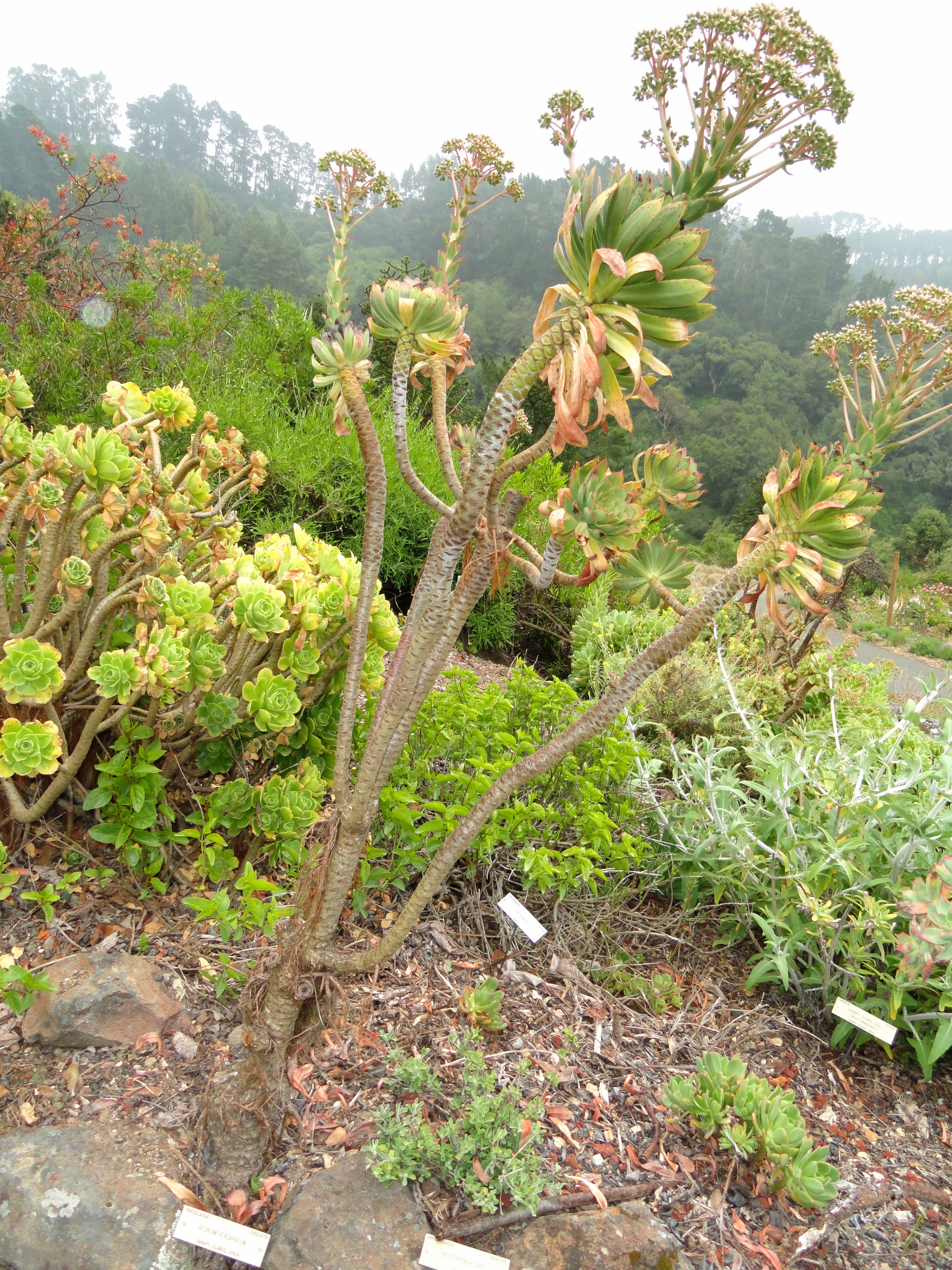
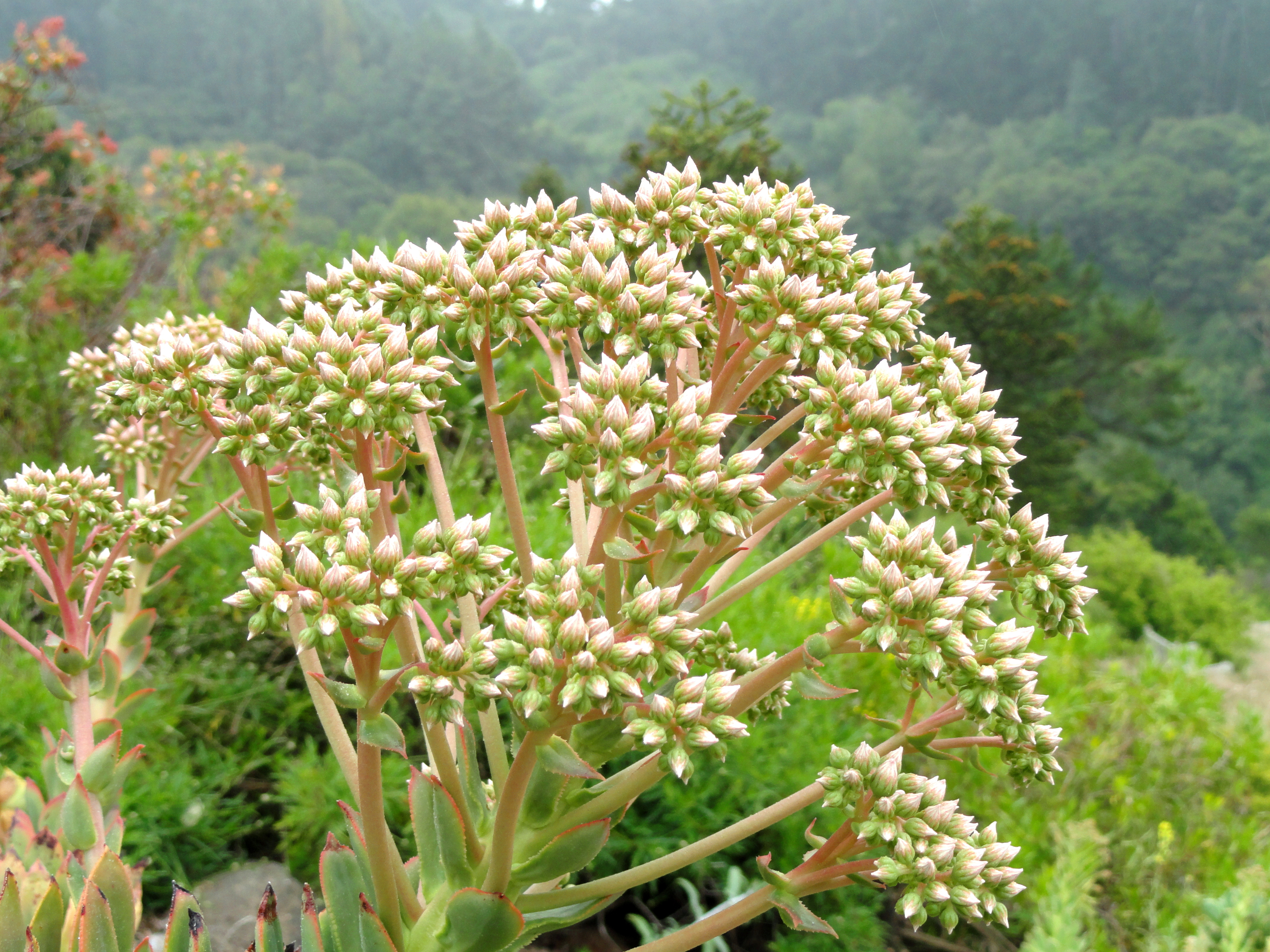
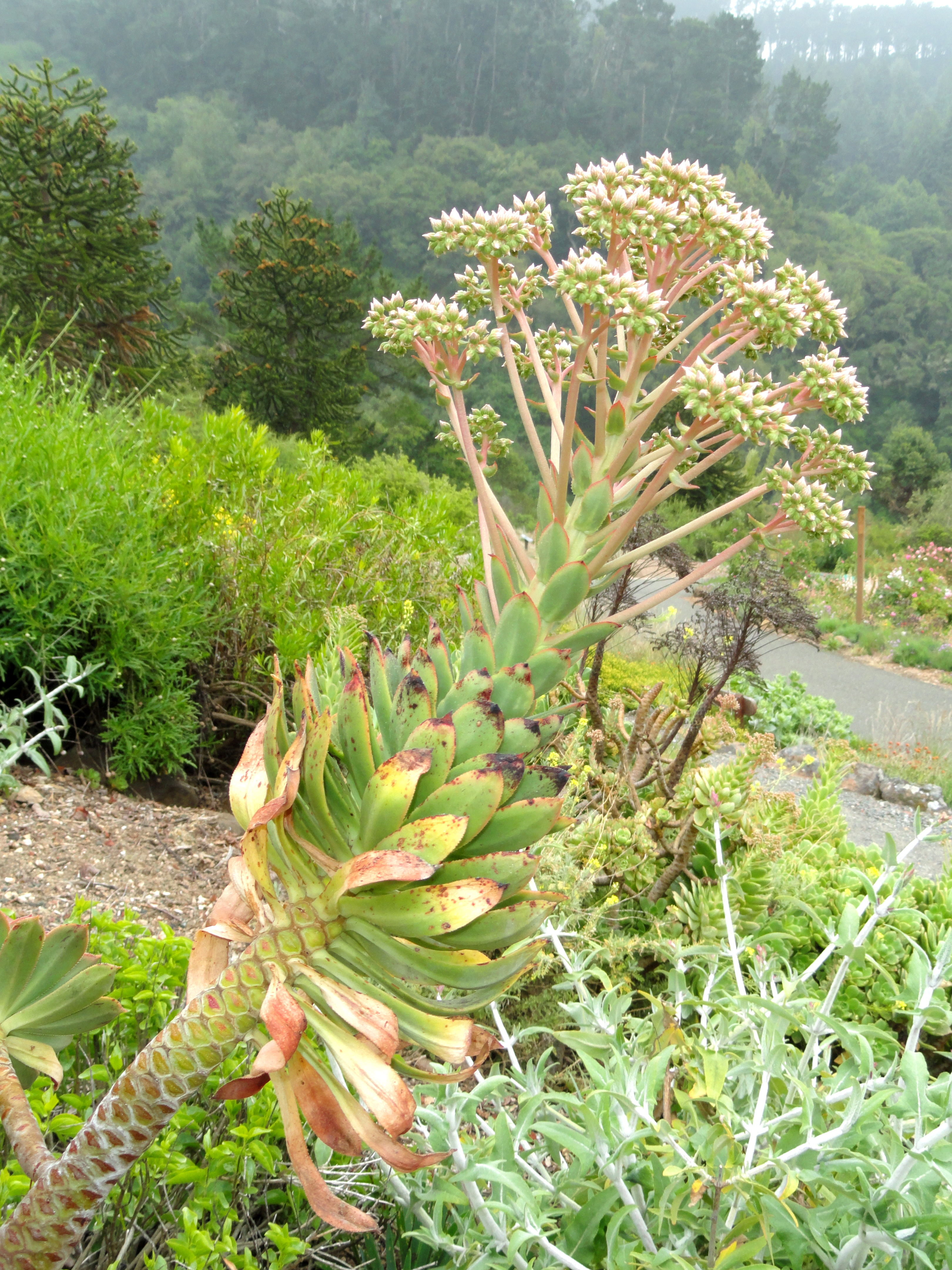
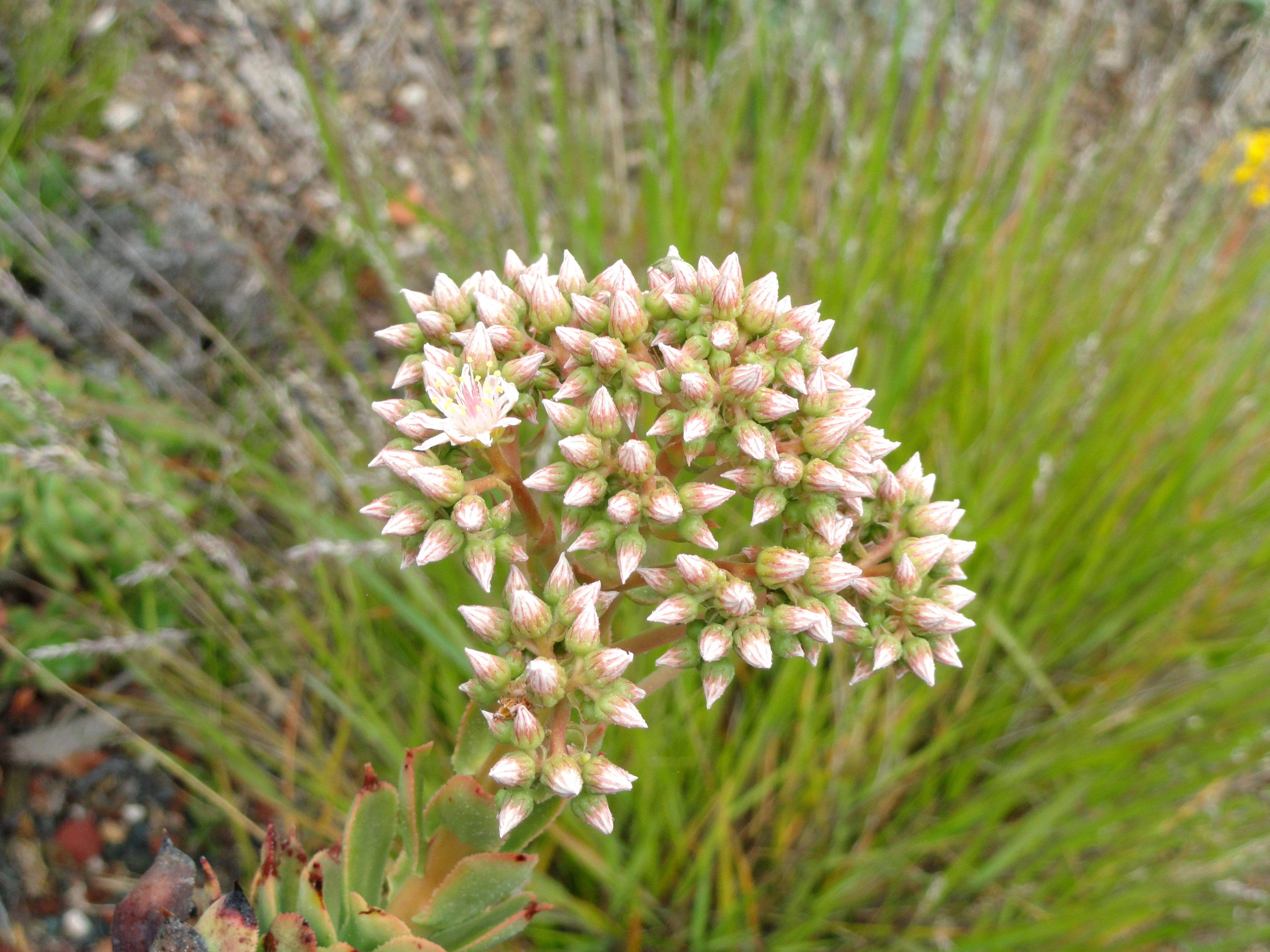
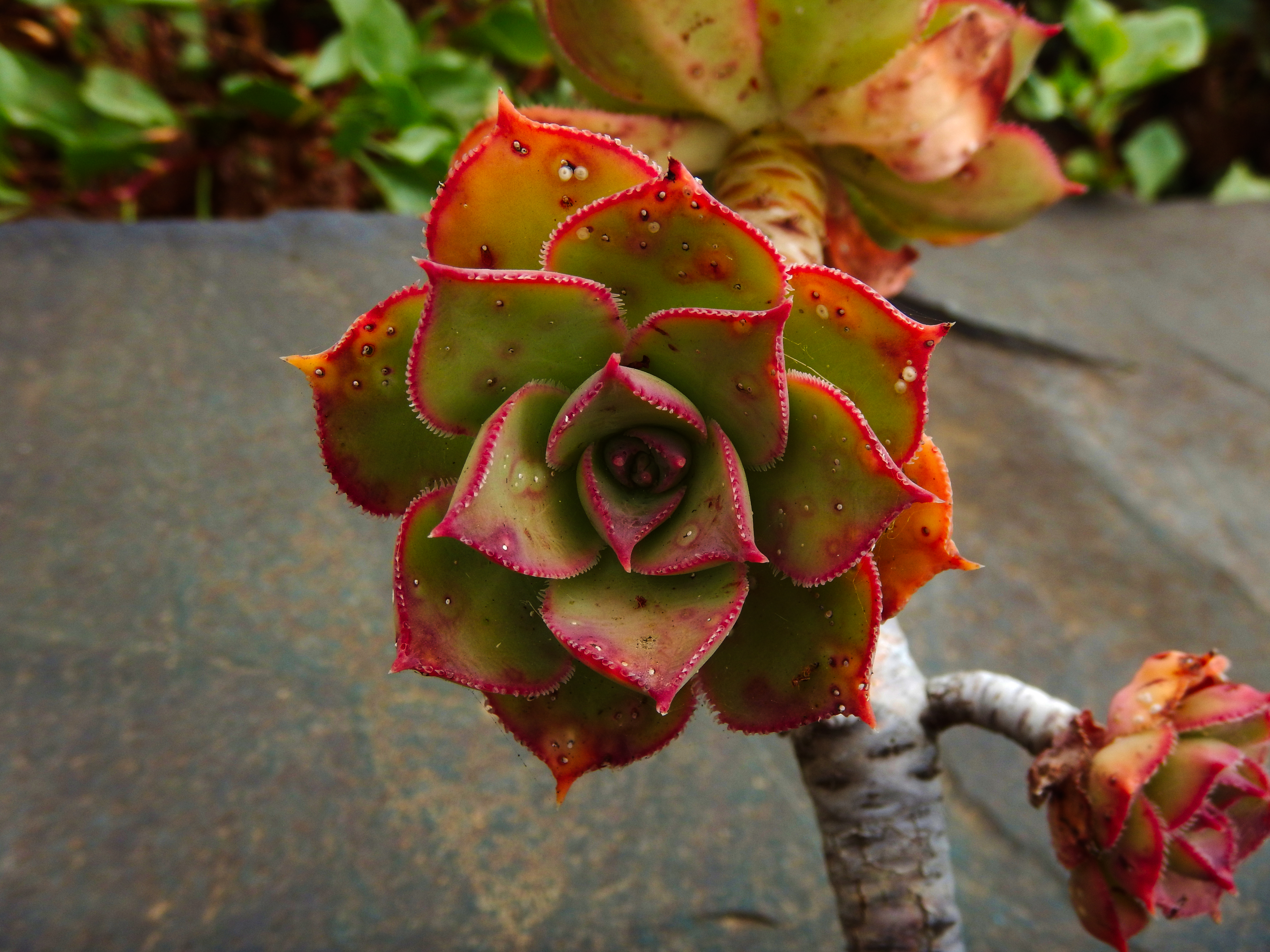
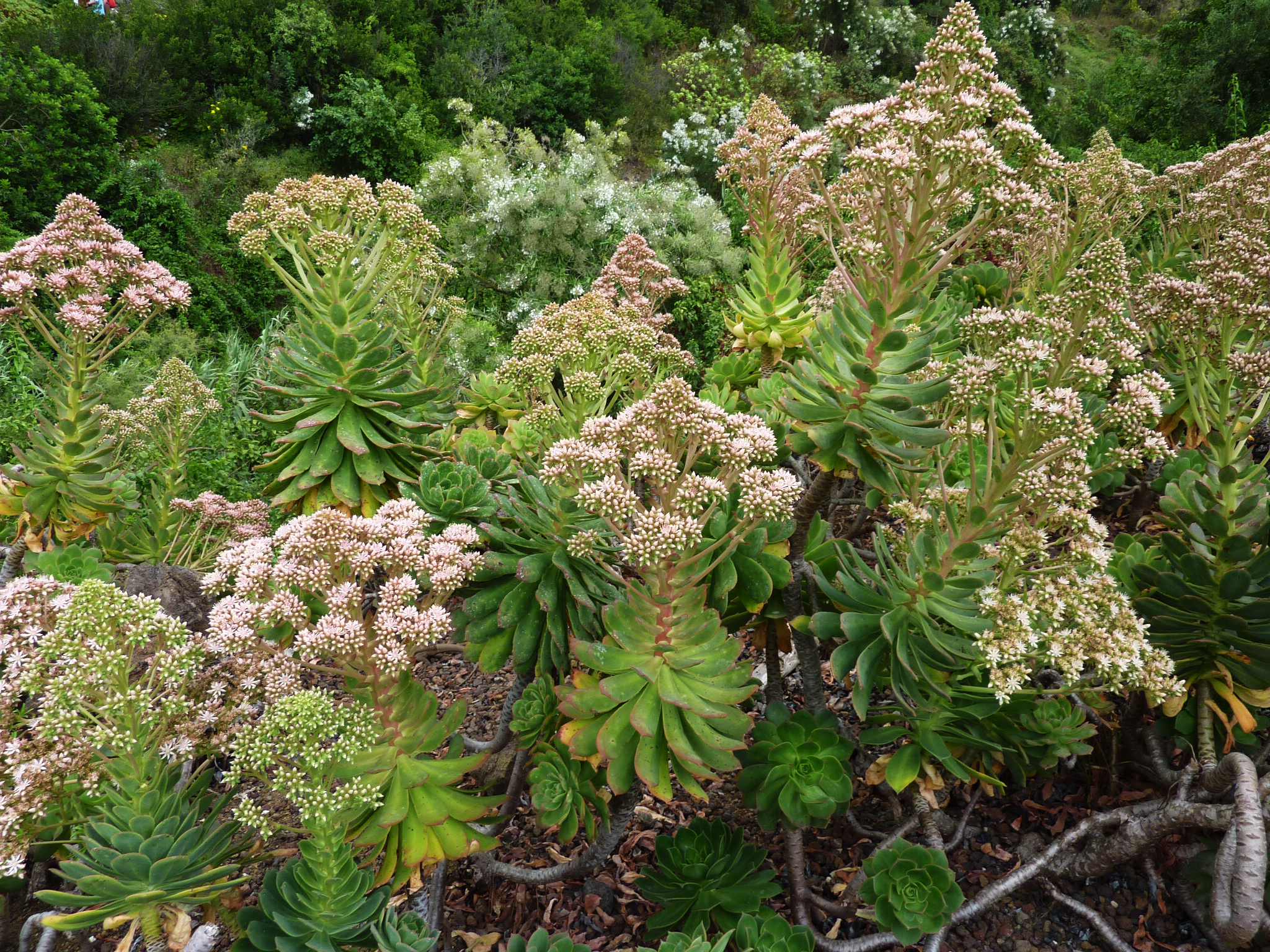